# Lepanthes johnsonii
Lepanthes johnsonii es una especie de orquídea epífita originaria de México (Chiapas) a Guatemala.

## Descripción
Tiene tallos secundarios de hasta 1 cm de largo. La hoja es elíptica, de 1.1–1.3 cm de largo y 0.6 cm de ancho, el ápice redondeado y retuso, con un apículo en el seno, verde (?). La inflorescencia en 1 o 2 racimos excediendo la hoja, con 3 o 4 flores sucesivas, con pedicelos de 2 mm de largo, las flores con sépalos rojo pálidos, el labelo, los pétalos y la columna de un color rojo acarminado intenso; sépalos ovado-lanceolados, glabros, el dorsal 10 mm de largo y 6 mm de ancho, unidos por 2/3 de su longitud con los sépalos laterales, los laterales unidos entre sí por 3/4 de su longitud para formar una lámina ampliamente ovada y bífida, de 13.5 mm de largo y 11 mm de ancho, con ápices cortamente acuminados; pétalos esencialmente simples, microscópicamente pubescentes, oblongo-lanceolados, 0.7 mm de largo y 2.3 mm de ancho, atenuados hacia el ápice, el lobo cerca de la base del labelo casi obsoleto; labelo 2-lobado con un apéndice en el seno, microscópicamente pubescente, los lobos laterales angostamente triangulares, 3 mm de largo, microscópicamente ciliados, el apéndice muy corto y romo; columna menos de 1 mm de largo; ovario 1 mm de largo.

## Distribución y hábitat
Se encuentra en México, Guatemala, Belice, Nicaragua y Costa Rica en el bosque lluvioso premontano, los bosques nubosos y perturbados y en los bosques primarios en alturas de 700 a 2100 metros.

## Taxonomía
Lepanthes johnsonii fue descrita por Oakes Ames y publicado en Schedulae Orchidianae 2: 24–25. 1923
Etimología
Ver: Lepanthes
johnsonii: epíteto otorgado en honor del botánico Joseph Harry Johnson.
Sinonimia
- Lepanthes edwardsii Ames
- Lepanthes johnsonii subsp. johnsonii
- Lepanthes acuminata subsp. acuminata[3][4]